# 哈伊尔·萨勒
哈伊尔·萨勒（1916年9月13日—1967年8月2日）通常简称萨勒，是已故印度尼西亚政治家，曾担任印尼多个部长之职，还曾任副总理以及立法机构人民协商会议的首任主席。
九三零事件发生前一周，萨勒访问中华人民共和国，庆祝中华人民共和国成立十六周年后。回国后，他被军方逮捕，在囚所逝世，葬于中爪哇的卡勒特比瓦克公墓。